# Öttömös
Öttömös – wieś i gmina położona w południowej części Węgier, w powiecie Mórahalom, wchodzącego w skład komitatu Csongrád.